# کالج پارک (دلاویر)
کالج پارک (به انگلیسی: College Park) یک منطقهٔ مسکونی در ایالات متحده آمریکا است که در دلاور واقع شده‌است. کالج پارک ۳۵٫۹۷ متر بالاتر از سطح دریا واقع شده‌است.